# 卡明 (罗斯托克县)
卡明（德語：Cammin）是德国梅克伦堡-前波美拉尼亚州的市镇，隶属于罗斯托克县，总面积为32.15平方千米，截至2020年总人口为745人。